# مایل استون (ساسکاچوان)
مایل استون (به انگلیسی: Milestone) یک منطقهٔ مسکونی در کانادا است که در ساسکاچوان واقع شده‌است. مایل استون ۲٫۱۷ کیلومتر مربع مساحت و ۶۱۸ نفر جمعیت دارد.